# Jane Evrard
Pour les articles homonymes, voir Chevallier, Poulet (homonymie) et Évrard.
Jeanne Chevallier, épouse Jeanne Poulet, ayant pris à partir de 1930 le pseudonyme de Jane Evrard, née le 5 février 1893 à Neuilly-Plaisance, morte le 4 novembre 1984 à Paris, est une musicienne française. En 1930, elle devient la première femme cheffe d'orchestre professionnelle en France.

## Biographie
Elle commence à jouer du violon à l’âge de sept ans. Elle est reçue au Conservatoire national de Paris, dans la classe de violon dirigée par Augustin Lefort.
En 1912, elle épouse le violoniste Gaston Poulet, avec qui elle a deux enfants. Il fonde le quatuor Poulet (qui a eu l'honneur de jouer chez Marcel Proust). Le couple fréquente ensuite le chef d’orchestre Georges Rabani, qui mène les Concerts Rouge et dirige les orchestres du casino de Deauville ou encore du théâtre de l’Odéon. En 1913, ils sont chargés par Pierre Monteux de s'occuper du Sacre du Printemps de Nijinski. Pendant les années 1920, alors que Gaston Poulet fonde les Concerts Poulet, son épouse est professeur de violon. Ils finissent pas se séparer.
En 1930, Jeanne fonde elle-même son orchestre, l’Orchestre féminin de Paris, composé de vingt-cinq musiciennes. Elle se fait alors appeler « Jane Evrard », le nom de l'établissement dont son père était directeur, car son mari lui interdit d'utiliser son nom et devient la première Française à devenir chef d’orchestre. Dans le quotidien Excelsior, Émile Vuillermoz écrit : « Tout d'abord l’initiative prise par Jane Evrard, excellente violoniste, musicienne accomplie et travailleuse infatigable, est intelligente et raisonnée. [...] De plus, Jane Evrard pose franchement le problème de la main d’œuvre féminine dans la musique d’ensemble. [...] Voilà un geste honnête et courageux. [...] Enfin, à cette époque de chômage, une entreprise comme celle-ci, qui s'efforce de créer une activité féconde pour des exécutantes de qualité qui voient se fermer devant elles les portes dont les hommes possèdent les clés, mérite les plus sympathiques encouragements ». 
Paul Le Flem écrit quant à lui dans Comœdia : « Ayant à sa disposition un orchestre uniquement féminin, Mme Jane Evrard en a tiré un parti des plus heureux et des plus artistiques dans un programme entièrement classique. Elle dirige sans baguette, avec précision et grâce, soucieuse de nuances fines et d'élégance dans le style ».
Ses concerts s'exportent lors de tournées en France, au Portugal, en Espagne et aux Pays-Bas. Elle articule systématiquement de la musique ancienne (baroque) et moderne (post-romantique, moderne ou contemporaine).  
À la fin de sa vie, après avoir été expulsée de son appartement, elle vit dans une maison de retraite de la Fondation Rossini au 29, rue Mirabeau dans le 16e arrondissement de Paris, où elle meurt le 4 novembre 1984.

## Hommage
- Place Jane-Evrard, nommée ainsi en 2002 dans le 16e arrondissement[2],[12].

## Sources
- Site personnel du petit-fils de Jane Evrard
- Article Femmes chef d'orchestre (p. 14) dans l'hebdomadaire La Femme de France (n° 1107, 26 juillet 1936)
- Article de Laura Hamer : “On the Conductor's Podium: Jane Evrard and the Orchestre Féminin De Paris.” The Musical Times, vol. 152, no. 1916, 2011, pp. 81–100. Consultable en ligne : https://www.jstor.org/stable/23037975
- Émission Radioscopie de Jacques Chancel consacrée à Jane Evrard, 23 mars 1977, à consulter sur le site de l'INA : https://www.ina.fr/audio/PHY03005701
- (BNF 13926901)